# Ретень
Ретень (рум. Reteni) — село в Ришканському районі Молдови. Входить до складу комуни, адміністративним центром якої є село Браніште.

## Відомі особистості
В поселенні народився:
- Талмач Леонід Петрович (* 1954) — молдовський економіст.